# Poesía en voz alta
Poesía en Voz Alta fue un movimiento teatral que presentó en diferentes espacios escénicos de la Ciudad de México, entre 1956 y 1957, cuatro programas con diversas escenas o piezas cortas, fragmentos poéticos y musicales; y bajo cuyo sello se realizaron, entre 1957 y 1963, otras cuatro obras dramáticas completas.
La propuesta literaria de Juan José Arreola fue acogida por Jaime García Terrés en la UNAM (que retiró su apoyo después del cuarto programa para recibir años después la última obra en su Casa del Lago), e inmediatamente transformada por Octavio Paz: de la poesía dicha sobre un escenario a un teatro poético que combinaba la recuperación de la poesía y el primer drama españoles con la creación más reciente de los escenarios europeos (el primer estreno en México de Ionesco, entre ellas), y aun la escritura para la escena del propio Paz y de quien habría de convertirse en una poderosa voz dramática: Elena Garro.
A pesar de tratarse de un movimiento con una gran influencia literaria, en el que junto a los escritores mencionados participaron o rondaron figuras en su mayoría jóvenes como Antonio Alatorre y Margit Frenk, Emmanuel Carballo, Diego de Mesa, León Felipe, Carlos Fuentes, Juan García Ponce, José de la Colina o José Emilio Pacheco, la singularidad de las obras elegidas y el espíritu de juego que reinaba en el grupo de creadores, otorgaron una enorme libertad que terminó por establecer la distancia característica del teatro moderno entre el texto dramático y el hecho escénico.
En ese sentido, la influencia de los músicos Joaquín Gutiérrez Heras y los Alatorre Singers, de los artistas plásticos como Leonora Carrington y Juan Soriano (el único presente a lo largo de todo el movimiento), determinó para la joven generación de gente de teatro que ahí se forjó (Héctor Mendoza y José Luis Ibáñez –directores de los primeros cuatro programas y de tres de las últimas cuatro obras respectivamente-, Juan José Gurrola, Nancy Cárdenas, Juan Ibáñez y un fuerte grupo de nuevos actores y actrices) la concepción de la escena experimental que determinaría el rumbo del teatro universitario de los años sesenta y setenta y terminaría por inocular en los ochenta a la estética oficial del teatro mexicano.
Dada la continuidad que muchos de los y las participantes en el movimiento, empezando por Arreola, tuvieron en la Casa del Lago durante los años sesenta, a partir de 2005, el nombre fue retomado para un festival de poesía anual realizado por la UNAM en ese espacio en Chapultepec, en la Ciudad de México. 
Con una selección de Juan José Arreola y bajo la dirección escénica de Héctor Mendoza, el 19 de junio de 1956 se estrenó el primer programa de Poesía en Voz Alta en el teatro del Caballito. He aquí algunas palabras del discurso inaugural de Arreola: 

"Necesitamos ponernos de acuerdo, señoras y señores: no estamos haciendo teatro en el sentido cada vez más anómalo que tiene esta palabra. Deliberadamente hemos optado por la solución más difícil: la de jugar limpio al antiguo y limpio juego del teatro. [...] Sinceramente, señoras y señores, creemos que es posible ponernos de acuerdo, si ustedes renuncian también a su condición de expertos y ambiciosos espectadores, y entran al juego con suficiente candor. Juntos, podemos recobrar el perdido espíritu del teatro, que no es, en fin de cuentas, más que antigua, recóndita y divertida poesía: poesía en voz alta."

## Historia
Inició en 1956 en el Teatro El Caballito. Diversos entusiastas de la poesía teatralizada iniciaron el ciclo, buscando abrir espacios nuevos de expresión. El proyecto se bifurcó al existir una corriente que prefería la obra poética clásica, y otra más contemporánea. Dentro de esta última el poeta Octavio Paz presentó en el segundo programa, obras de Georges Neveux, Jean Tardieu y Eugène Ionesco.

## Participantes
Véase: Anexo:Artistas participantes en Poesía en voz alta